# Operador unitari
En anàlisi funcional, un operador unitari és un operador lineal U : H → H en un espai de Hilbert que satisfà:
{\displaystyle U^{*}U=UU^{*}=I}
on U∗ és l'operador adjunt d'U, i I : H → H és l'operador identitat. És equivalent al següent:
1. El rang d'U és un conjunt dens, i
2. U conserva el producte escalar 〈 ,  〉 a l'espai de Hilbert, açò és per a vectors qualssevol x i y a l'espai de Hilbert,

{\displaystyle \langle Ux,Uy\rangle =\langle x,y\rangle .}
Per comprendre això cal tenir en compte que el fet que U conserve el producte escalar implica que U és una isometria. El fet que U tinga un rang dens assegura que tingui invers U−1. És clar que U−1 = U∗.
A més, els operadors unitaris són automorfismes de l'espai de Hilbert, això és, preserven la seva estructura (en aquest cas, l'estructura lineal de l'espai, el producte escalar i, per tant, la topologia de l'espai en el qual actuen. El grup de tots els operadors unitaris d'un espai de Hilbert donat H s'anomena grup de Hilbert d'H, denotat Hilb(H).
La condició U∗U = I defineix la isometria. Una altra condició UU∗ = I defineix la coisometria. Així, un operador unitari és un operador lineal delimitat que és alhora una isometria i una coisometria, o equivalentment, una isometria injectiva.
Un element unitari és una generalització d'un operador unitari. En una àlgebra unitària, un element U de l'àlgebra es denomina unitari si: {\displaystyle U^{*}U=UU^{*}=I} on I és l'element identitat.

## Exemples
- La funció identitat és trivialment un operador unitari.
- Les rotacions en R² són els exemples més simples no trivials d'operadors unitaris. Les rotacions no canvien la longitud d'un vector o l'angle entre dos vectors. Aquest exemple es pot generalitzar a Rn.
- A l'espai vectorial C dels nombres complexos, la multiplicació per un nombre de norma 1, és a dir, un nombre de la forma eiθ per a θ ∈ R, és un operador unitari. θ es denomina la fase i a aquesta multiplicació es denomina multiplicació per una fase. Note's que el valor de θ mòdul 2π no afecta el resultat de la multiplicació, de manera que els operadors unitaris en C estan parametritzats en una circumferència. El grup corresponent es denomina U(1).
- En general, les matrius unitàries són precisament els operadors unitaris en espais de Hilbert de dimensió finita, de manera que la noció d'operador unitari és la generalització de matriu unitària. Les matrius ortogonals són un cas particular de matrius unitàries en les quals totes les entrades són reals (són els operadors unitaris en Rn).
- L'operador de Fourier és un operador unitari, això és, l'operador que efectua la transformada de Fourier (amb la normalització adequada). Això se segueix de la identitat de Parseval.
- Els operador unitaris són emprats en representacions unitàries.

## Valors propis
Com a conseqüència de la seva definició, els valors propis d'un operador unitari són fases, és a dir, nombres complexos de mòdul unitat.

### Demostració
Siga {\displaystyle |a\rangle \,\!} un vector propi d'A amb valor propi {\displaystyle \lambda \,\!}. Considerem que hem construït una base ortonormal de manera que {\displaystyle \langle a_{i}|a_{j}\rangle =\delta _{ij}\,\!}. Llavors es té que: {\displaystyle \langle a|a\rangle =1\,\!}. Es pot introduir la identitat {\displaystyle A^{\dagger }A=I\,\!}
{\displaystyle \langle a|A^{\dagger }Aa\rangle =1\,\!}; passem al bra l'operador de l'esquerra complex-conjugat
{\displaystyle \langle Aa|Aa\rangle =1\,\!}; apliquem que {\displaystyle A|a\rangle =\lambda |a\rangle \,\!}
{\displaystyle \langle \lambda a|\lambda a\rangle =1\,\!}; traiem els valors propis tenint en compte que el de l'esquerra surt complex-conjugat

{\displaystyle \lambda ^{*}\lambda \langle a|a\rangle =1}
com són ortonormals,
{\displaystyle \langle a|a\rangle =1\,\!}
Llavors {\displaystyle |\lambda |^{2}=1\,\!}; d'on deduïm que el valor propi ha de ser una fase: {\displaystyle \lambda =e^{i\phi }\,\!}

## Implicacions en la mecànica quàntica
L'aplicació en la mecànica quàntica es deu al fet que a certs operadors, com l'operador d'evolució temporal, se'ls exigeix que en aplicar-los sobre un estat deixen invariant la probabilitat. Això és possible a causa que aquests operadors són unitaris. Tal com es llig a continuació:
Siga {\displaystyle |\psi (0)\rangle } l'estat inicial d'un cert sistema quàntic en notació bra-ket. L'estat evolucionat en un temps t vindrà donat per l'actuació de l'operador d'evolució temporal {\displaystyle U(t)=e^{-\mathrm {i} Ht/\hbar }}de manera que
{\displaystyle |\psi (t)\rangle =U(t)|\psi (0)\rangle }.
Com {\displaystyle U(t)\,\!} és un operador unitari, es compleix que {\displaystyle U(t)^{\dagger }U(t)=U(t)U(t)^{\dagger }=I}. Llavors:
{\displaystyle {\begin{aligned}\langle \psi (t)|\psi (t)\rangle &=\langle U(t)\psi (0)|U(t)\psi (0)\rangle \\&=\langle \psi (0)|U(t)^{\dagger }U(t)\psi (0)\rangle \\&=\langle \psi (0)|\psi (0)\rangle .\end{aligned}}}